# HCP 115N
HCP 115N (označení polského Ústavu kolejových vozidel: 115N, označení výrobce a provozovatele: 105N/2) je prototyp polské částečně nízkopodlažní tramvaje. Vznikl modernizací (včetně doplnění středního článku) tramvaje Konstal 105Na ve firmě H. Cegielski pro MPK Poznań. Tímto způsobem byla v roce 1995 vyrobena jedna tramvaj. Nadšenci, zabývající se tramvajovou dopravou, přezdívají 115N jménem „glizda“ (tj. škrkavka).

## Historické pozadí
Vzhledem k nedostatku velkokapacitních tramvají pro trasu rychlodráhy se rozhodlo MPK Poznań k zásadní modernizaci standardních vozů typu 105Na. Poznaňský vůz 115N měl být sestaven z vozových skříní dvou tramvají 105Na (krajní články) a vloženého nového nízkopodlažního článku. Vzniklo tak velkokapacitní tramvajové vozidlo, svou délkou a kapacitou blížící se tramvajím Tatra KT8D5.

## Konstrukce
Tříčlánková tramvaj 115N sestává ze dvou vozových skříní vozů Konstal 105Na. Nebyly však použity celé – přední skříň byla uříznuta za třetími dveřmi, zadní byla uříznuta za druhými dveřmi. Mezi tyto dvě použité skříně byl vložen nový střední nízkopodlažní článek. Použité skříně byly kompletně opraveny a se středním článkem spojeny pomocí kloubového mechanismu. Pod klouby se nachází dva podvozky, další dva se nachází pod předním a zadním článkem. Všechny nápravy jsou hnací, poháněné trakčními motory. Pantograf zůstal původní, typu OTK-1. Zmodernizován byl rovněž i interiér. Byla použita nová čalouněná sedadla a informační systém pro cestující. Oproti klasickým vozům 105Na má tramvaj 115N místo motorgenerátoru statický měnič.

## Dodávky a provoz
| Současný stát | Město  | Článek | Typ  | Roky dodávek | Počet vozů | Evidenční čísla při dodání | Poznámky | Zdroj       |
| ------------- | ------ | ------ | ---- | ------------ | ---------- | -------------------------- | -------- | ----------- |
| Polsko        | Poznaň | článek | 115N | 1995         | 1          | 400                        |          | [ 3 ] [ 4 ] |

Prototypový vůz tramvaje 115N byl postaven v roce 1995. Vůz 115N byl veřejnosti poprvé představen na poznaňském veletrhu. V polovině roku 1995 byla tramvaj převezena do vozovny Głogowska v Poznani. Při převzetí obdržel evidenční číslo 400. Vzhledem k různým problémům byl často odstaven (jednalo se o potíže se statickým měničem, dveřmi, klouby a mnoha dalšími prvky). Kvůli těmto závadám byl v roce 2006 definitivně odstaven. Existovaly plány na zachování tramvaje jako historického vozidla. K tomu ale nedošlo a tramvaj byla sešrotována.